# Karl Körner (Architekt)

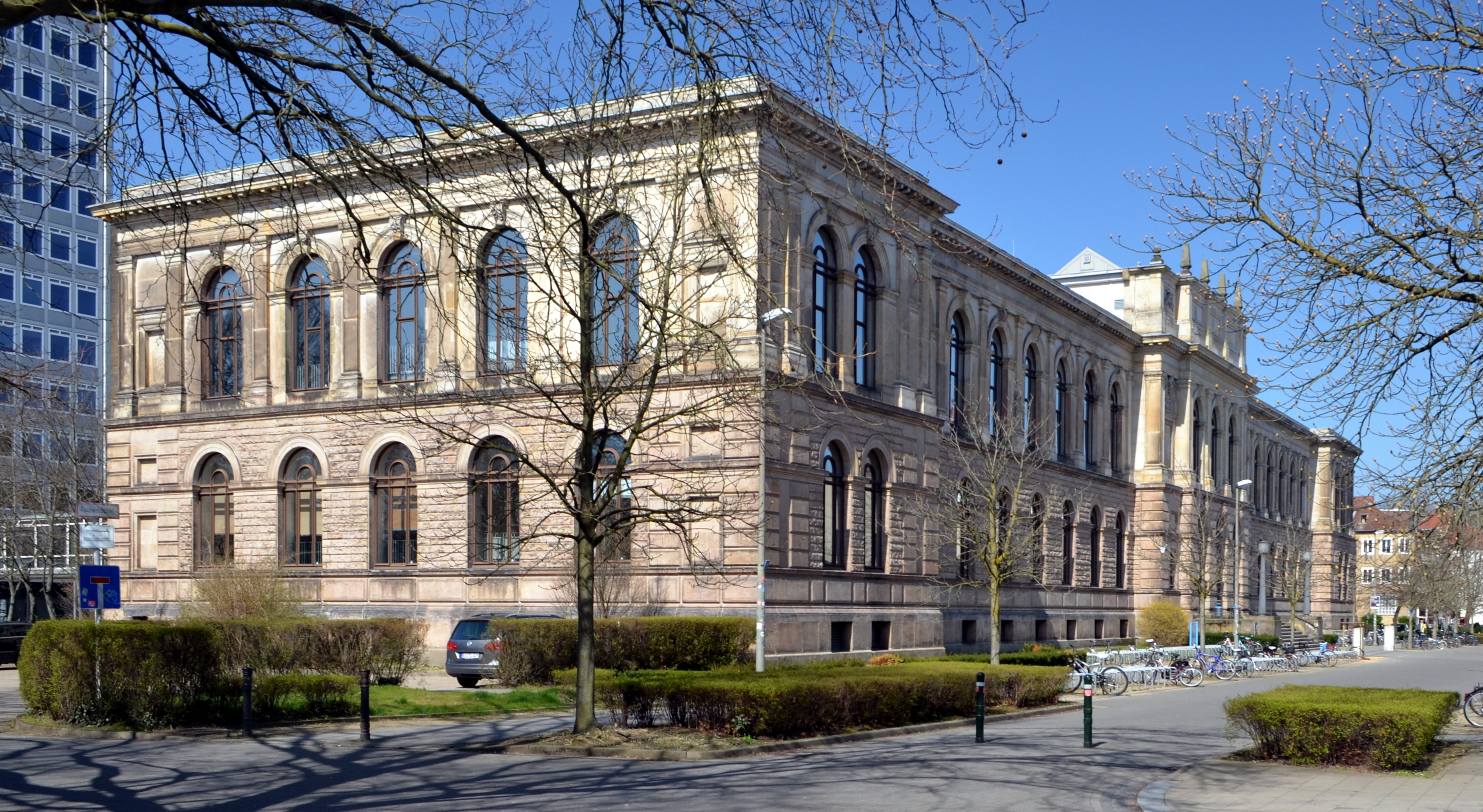
TU Braunschweig, altes Hauptgebäude (1874–1877), Entwurf Constantin Uhde und Karl Körner

Karl Körner (* 9. April 1838 in Velpke; † 9. Oktober 1907 in Braunschweig; vollständiger Name: Heinrich Friedrich Karl Körner) war ein deutscher Architekt und Hochschullehrer an der Technischen Hochschule Braunschweig.

## Leben
Der Sohn eines Steinhauermeisters und Steinbruchbesitzers studierte ab 1854 Bauwissenschaften am Collegium Carolinum in Braunschweig. Sein Lehrer, der Architekturprofessor Heinrich Ahlburg, setzte ihn beim Bau des neuen Hoftheaters ein. Körner wurde 1862 Hilfslehrer für Baukonstruktionszeichnen am Collegium Carolinum. Im Jahre 1866 wurde er fest angestellt. Seit 1871 war er ordentlicher Professor der Baukonstruktionslehre und der grafischen Statik. Einen Ruf an die Ludwigs-Universität Gießen lehnte er 1872 ab. Gemeinsam mit Constantin Uhde entwarf er den von 1874 bis 1877 errichteten Neubau des nunmehrigen Polytechnikums, das 1878 in Technische Hochschule Carolo-Wilhelmina umbenannt wurde. Er stand der Technischen Hochschule von 1881 bis 1888 als Direktor und von 1894 bis 1896 als Rektor vor. Körner war von 1890 bis 1894 sowie von 1901 bis 1903 Vorstand der Abteilung für Architektur. Im Jahre 1893 wurde ihm der Titel eines Geheimen Hofrats verliehen. Neben dem Neubau der Technischen Hochschule entwarf Körner das Kuhnsche Haus am Fallersleber Tor und das Feldhausensche Haus in der Parkstraße. Körner starb 1907 in Braunschweig.
Sein Sohn Erich Körner (1866–1951) war in Frankfurt und Braunschweig als Bildnis- und Historienmaler tätig.